# 大泉站 (三重縣)
大泉站（日语：／ Ōizumi eki */?）是位於三重縣員辨市員弁町大泉，三岐鐵道的北勢線車站。
新設大泉站的計劃是在三岐鐵道決定接管北勢線後提出。當初車站暫名為新大泉站。而曾經在在的舊大泉東站過去曾名為大泉站。計劃當初只有建設一座車站。後來，鄰接員辨町公所（現時：員辨市政廳）的當地農產品販賣處擴展，新部分名為，車站也建設在該設施旁邊。此站，新車站整合了大泉東站和長宮站，此站建設兩站中間位置。在名義上，這個改進為大泉東站廢止，長宮站改名為大泉站並遷移至現地。

## 歷史
- 2004年（平成16年）
  - 4月1日 - 車站啟用。當時設有車站大樓、月台（單面1面1線）、站前廣場、免費停車場（72個）、免費單車停泊處（當初只有在車站大樓南邊，36個）。大樓內設有自動售票機1台、自動閘機（2座）和自動補票機（日语：自動精算機）1台。職員當值時間為平日6：30 - 10：00、15：00 - 20：30，星期六8：00 - 17：00。在當值時段，乘客可使用自動售票機和自動閘機。月台已預留位置作列車交會。
  - 4月3日 - 舉行開業典禮。在4月1日 - 7日之間設有紀念花電車（276+201+101+201號車）。
  - 4月4日 - 鄰接車站大樓的當地農產品販賣設施臨時開幕。
  - 6月1日 - 正式開幕。
- 2005年（平成17年）
  - 1月8日 - 擴展站前免費停車場和免費單車停泊場。
  - 3月23日 - 車站靠近桑名一方的平交道，以及前後的市道擴寬，使改善了連接車道的通道。
  - 3月26日 - 開始從東員站集中監控（除了站務機器外）。使可以從東員站發布車站廣播和提供對講機與東員站職員聯絡。
  - 4月1日 - 此站經員辨綜合學園高校（日语：三重県立いなべ総合学園高等学校）前往三岐線三里站之間的巴士路線（三岐巴士）開始運行。
  - 4月2日 - 擴展。
  - 6月1日 - 車站大樓內的自動售票機、自動補票機和自動閘機開始由東員站遠端監控。自動售票機等設備可整日使用。
  - 7月1日 - 新設列車交會設備。月台變為島式。新設站內平交道。
- 2006年（平成18年）
  - 3月14日 - 西桑名一方出發信號機改用三位式三現示 (GYR) 化（原来是三位式二現示 (YR) ）。
  - 6月1日 - 員辨市新社區巴士開始行走。站前設有巴士站。同時，三岐線前往三里站的三岐巴士廢止。
  - 4月11日 - 連接東員至大泉（此站）之間，跨越戶上川的茶屋川橋梁其中一座橋腳傾側，使附近一架下行列車出軌，受事故影響，在4月13日至5月22日之間，東員至大泉（此站）之間安排代行巴士。（在4月12日當天，設有東員 - 阿下喜之間的代行巴士）
- 2007年（平成19年）
  - 4月1日 - 職員當值時間變更為（平日7：00 - 10：00，14：30 - 20：00，星期六8：00 - 17：00）。
  - 8月10日 - 擴展站前免費停車場和免費單車停泊場。
- 2010年（平成22年）1月10日 - 整日成為無人車站[1] 。

## 車站構造

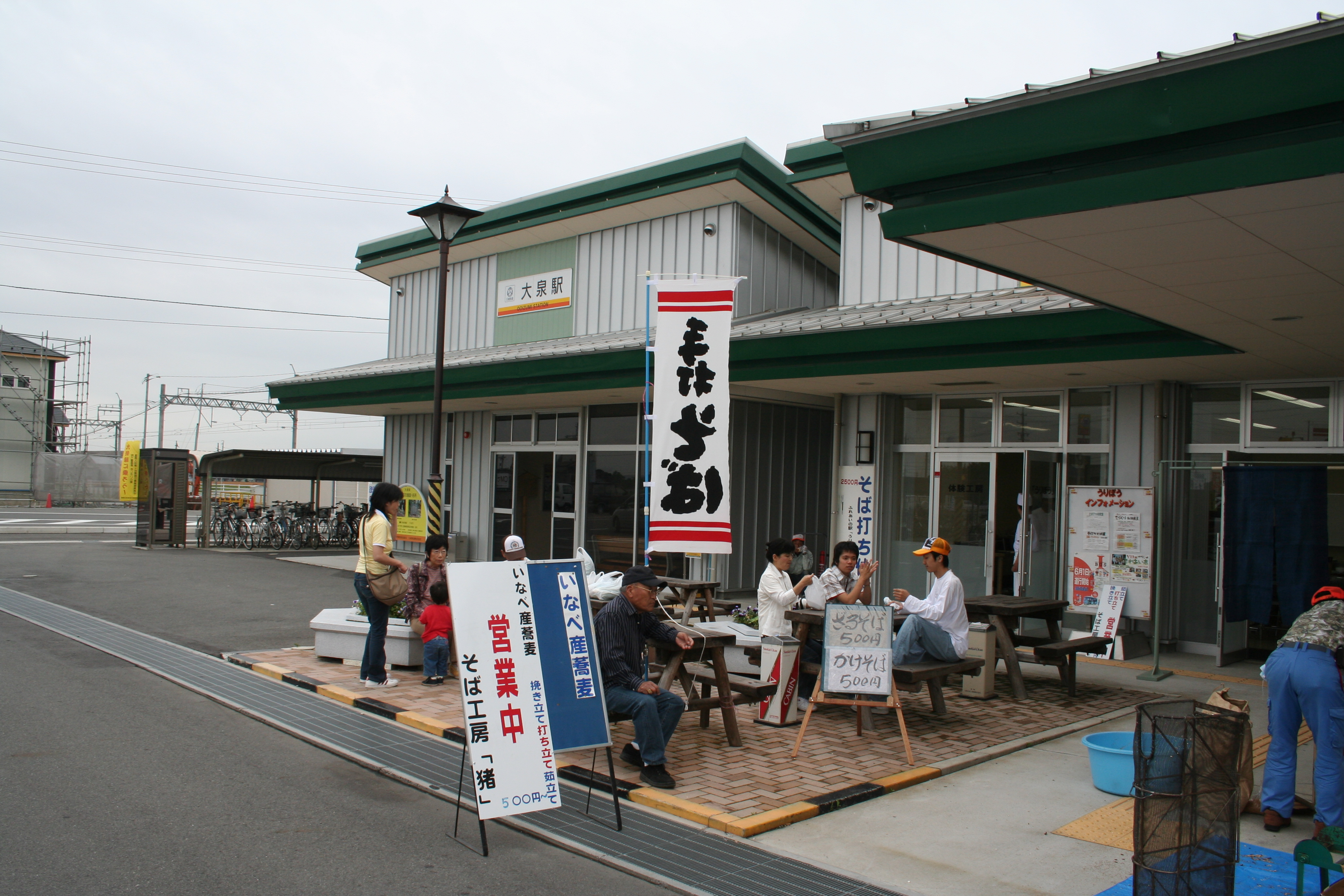
「ふれあいの駅うりぼう」和大泉站

車站是一座地面車站，設有1面2線的島式月台。下行線可向西桑名方向折返。現時在晚上10時時段，設有1班來自西桑名站的列車於此站折返（折返前往西桑名的列車是尾班車）。此站設有安全側線（在北勢線中，只有此站和東員站設有該設施），因此列車交會時，上下行列車可同時進站。月台U型混凝土塊和混凝土板構成，因此乘客緊急時可於月台底部躲藏。
車站大樓位於路軌東邊。閘口內設有廁所（包括多用途廁所和男女分開的濕廁）。此站沒有候車室，也沒有職員當值。大樓內設有自動售票機1台、自動閘機（2座，當中1座是可讓輪椅人士使用的闊閘機）和自動補票機1台。上述的自動售票機可購買普通車票、回數票。此站不可購買定期票。此站由東員站遠端監控。車站鄰接當地農產品販賣設施。該設施與車站大樓的外觀差不多相似。
站前設有停車區、巴士站、的士站（1個泊位）和1座電話亭。站前沒有迴旋路。此站也設有可容納140個泊位（鋪裝部分：72個，未鋪裝部分：68個）的免費停車場。此站的停車場在北勢線已經是最大型之一。在三岐鐵道車站中擁有最大停車場是在曉學園前站，該站可容納180架車。另外，此站設有容納84個泊位（設有上蓋有74個，沒有上蓋有10個）的免費單車停泊場。由於有許多人士使用免費單車停泊場，因此泊位經常爆滿。
月台與檢票口之間設有斜道，提供了一個無障礙環境。而站前廣場、車站大樓和月台等設施均設有無障礙設備。 
此站靠近桑名一方設有平交道，跨越的道路是員辨市道宮之東山上線。平交道在大泉站啟用後才進行工程擴寬。另外，為了方便舊大泉東站的使用者，大泉駅和舊大泉東站之間設有道路連接，該道路沿北勢線行走。

### 月台
| 月台     | 路線    | 上下行 | 方向       |
| -------- | ------- | ------ | ---------- |
| （東邊） | ■北勢線 | 上行   | 西桑名方向 |
| （西邊） | ■北勢線 | 下行   | 阿下喜方向 |

※在旅客資訊上沒有上月台編號。

## 利用狀況
根據「三重縣統計書」，以下為1日平均乘車人次。
| 年度   | 一日平均 乘車人次 |
| ------ | ----------------- |
| 2004年 | 193               |
| 2005年 | 236               |
| 2006年 | 239               |
| 2007年 | 264               |
| 2008年 | 291               |
| 2009年 | 287               |
| 2010年 | 290               |
| 2011年 | 294               |
| 2012年 | 281               |
| 2013年 | 276               |
| 2014年 | 254               |
| 2015年 | 272               |
| 2016年 | 278               |
| 2017年 | 282               |
| 2018年 | 277               |
| 2019年 | 270               |

- 以下會列出大泉站的利用狀況變遷[3]。
  - 一年乘車人次以人作單位。更適合用於比較年度數據。
  - 上下車人次調査結果是在任意1日記錄，以人作單位。但需注意，由於在調査日的天氣、活動等原因，使數字變動會比一年乘車人次為大。
  - 當中，最高値會使用紅色，在最高値記錄年度以後的最低値使用青色、在最高値記錄年度以前的最低値使用綠色作標記。
  - 此站的開業年度是2004年度（平成16年度），而2003年度（平成15年度）是紀錄大泉東站和長宮站之和。2004年度比2003年度乘客增長約1.7倍。後來車站使用人次繼續增加。在2008年度（平成20年度）的乘客比啟用當年的2004年度（平成16年度）增加約1.5倍，比2003年度（平成15年度）增長約2.5倍。

| 年度利用狀況（大泉站） | 年度利用狀況（大泉站） | 年度利用狀況（大泉站） | 年度利用狀況（大泉站） | 年度利用狀況（大泉站） | 年度利用狀況（大泉站）    | 年度利用狀況（大泉站）    | 年度利用狀況（大泉站） |                                                 |
| 年 度                  | 一年乘車人次：人／年度 | 一年乘車人次：人／年度 | 一年乘車人次：人／年度 | 一年乘車人次：人／年度 | 上下車人次調査結果 人／日 | 上下車人次調査結果 人／日 | 特別事項               |                                                 |
| ---------------------- | ---------------------- | ---------------------- | ---------------------- | ---------------------- | ------------------------- | ------------------------- | ---------------------- | ----------------------------------------------- |
| 年 度                  | 通勤定期乘客           | 上學定期乘客           | 其他乘客               | 合計                   | 調査日                    | 調査結果                  | 特別事項               |                                                 |
| 1965年（昭和40年）     |                        |                        | (257,960)              | (85,772)               | (343,732)                 |                           |                        | （舊大泉東+長宮站合計之最高値）                 |
| 1966年（昭和41年）     |                        |                        | (265,530)              | (76,418)               | (341,948)                 |                           |                        | （舊大泉東+長宮站合計之定期最高値）             |
| 2003年（平成15年）     | (10,725)               | (19,439)               | (30,164)               | (11,492)               | (41,656)                  |                           |                        | （許廢止前舊大泉東+長宮站之和）                 |
| 2004年（平成16年）     | 14,490                 | 28,812                 | 43,302                 | 27,081                 | 70,383                    |                           |                        | 此站啟用、設置停車、單車場                      |
| 2005年（平成17年）     | 19,980                 | 34,953                 | 54,933                 | 31,310                 | 86,243                    |                           |                        | 新設列車交會設備                                |
| 2006年（平成18年）     | 19,950                 | 38,652                 | 58,602                 | 28,538                 | 87,140                    |                           |                        | 東員 - 大泉之間有41日之間不能通行，使用代行巴士 |
| 2007年（平成19年）     | 19,530                 | 46,120                 | 65,560                 | 31,147                 | 96,797                    |                           |                        | 擴展免費停車場                                  |
| 2008年（平成20年）     | 19,110                 | 53,930                 | 73,040                 | 33,152                 | 106,192                   |                           |                        |                                                 |
| 2009年（平成21年）     |                        |                        |                        |                        |                           |                           |                        |                                                 |

## 車站周邊
在大泉站啟用後，車站周邊新設一些醫院和商店。
- ふれあいの駅うりぼう （页面存档备份，存于）（當地的農產品販賣設施。）…在大泉站啟用同時開業
- 員辨兒童診所 （页面存档备份，存于）…大泉站啟用後於2006年（平成18年）11月開設
- 田中外科胃腸科醫院
- 員辨眼科…大泉站啟用後於2004年（平成16年）開設
- 員辨齒科
- Ministop大泉店…大泉駅啟用後於2006年（平成18年）3月開業
- 員辨市立員辨東小學、員辨市員辨圖書館（日语：いなべ市図書館#員弁図書館）
- 東員郵局（日语：東員郵便局）

## 巴士路線
- 大泉站前
  - 員辨市福祉巴士（日语：いなべ市福祉バス）（社區巴士）
    - 員辨阿下喜線　前往平古集會所／經楚原站 前往員辨綜合醫院（日语：いなべ総合病院）
    - 每日4往返班次。星期六、假日及12月30日～1月3日之間暫停服務。

## 其他
- 關於此站進行工程，於2005年（平成17年）10月14日（鐵路之畢（日语：鉄道の日）），當地的員辨市獲得「（第4屆）日本鐵道賞表彰委員會特別賞」[4]。

## 相鄰車站
三岐鐵道
■北勢線
東員－大泉－楚原
- 在2004年（平成16年）3月31日前，北大社信號站與此站之間設有大泉東站。
- 在2004年（平成16年）3月31日前，楚原站與此站之間設有長宮站。

## 註腳
1. ↑  大泉駅終日無人化のお知らせ （页面存档备份，存于）（日語） 三岐鐵道
2. ↑  三重県統計書 （页面存档备份，存于）（日語） - 三重縣
3. ↑  三重縣統計書各年度版
4. ↑  第4回「日本鉄道賞」の受賞者の決定について （页面存档备份，存于）（日語） 國土交通省鐵道局

## 外部連結
- 三岐鉄道 （页面存档备份，存于）（日語）
- 北勢線対策推進協議会 北勢線対策室，存于（日語）
- 員辨市政廳 （页面存档备份，存于）（日語）